# 東門前駅

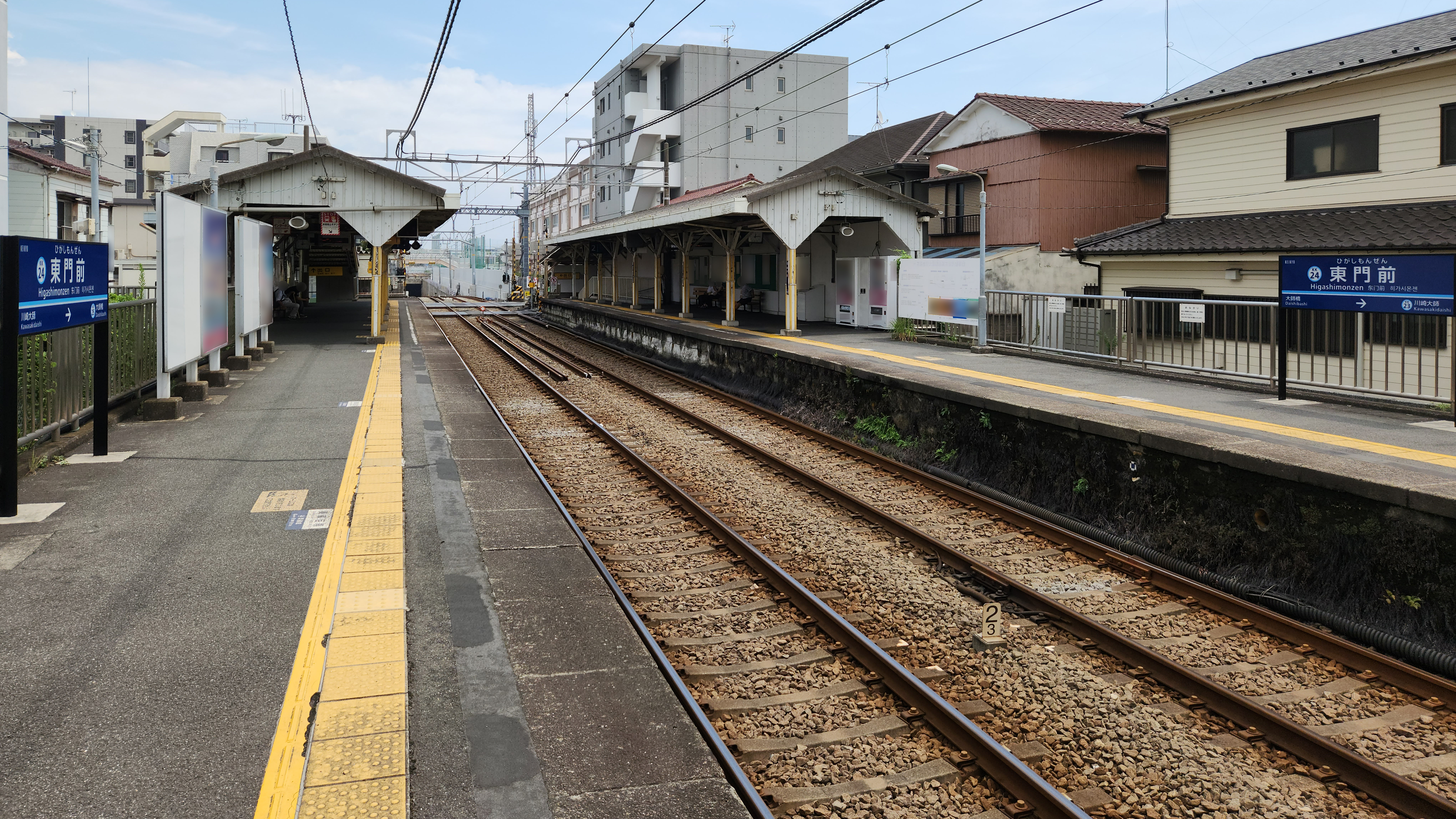
ホーム（2023年8月）

東門前駅（ひがしもんぜんえき）は、神奈川県川崎市川崎区中瀬三丁目にある、京浜急行電鉄大師線の駅である。駅番号はKK24。

## 歴史
- 1944年（昭和19年）6月1日：東京急行電鉄（大東急）の駅として開業。
- 1948年（昭和23年）6月1日：京浜急行電鉄の駅となる。
- 2027年（令和9年）3月：地下切り替え工事着手予定[1]。
- 2037年（令和19年）度：地下に切り替える予定[1][注釈 1]。

### 駅名の由来
当駅南側の町名である東門前より採ったもの。
なお、町名の由来である平間寺大山門は、当駅から直線距離にして約450mほど離れており、隣の川崎大師駅からの方が約400mとやや近い。

## 駅構造
相対式ホーム2面2線を有する地上駅。跨線橋はなく、小島新田方に構内踏切を有する。
駅の下に地下道がある。

### のりば
| 番線 | 路線   | 方向 | 行先         |
| ---- | ------ | ---- | ------------ |
| 1    | 大師線 | 下り | 小島新田方面 |
| 2    | 大師線 | 上り | 京急川崎方面 |

## 利用状況
2024年（令和6年）度の1日平均乗降人員は12,967人で、京急線全72駅中51位。
近年の1日平均乗降・乗車人員は下記の通り。
| 年度               | 1日平均 乗降人員 | 1日平均 乗車人員 |
| ------------------ | ---------------- | ---------------- |
| 1995年（平成07年） |                  | 3,952            |
| 1996年（平成08年） |                  | 3,724            |
| 1997年（平成09年） |                  | 3,677            |
| 1998年（平成10年） |                  | 3,700            |
| 1999年（平成11年） |                  | 3,672            |
| 2000年（平成12年） |                  | 3,644            |
| 2001年（平成13年） |                  | 3,686            |
| 2002年（平成14年） | 6,988            | 3,560            |
| 2003年（平成15年） | 6,712            | 3,371            |
| 2004年（平成16年） | 6,439            | 3,181            |
| 2005年（平成17年） | 6,548            | 3,228            |
| 2006年（平成18年） | 6,895            | 3,358            |
| 2007年（平成19年） | 7,778            | 3,834            |
| 2008年（平成20年） | 8,924            | 4,277            |
| 2009年（平成21年） | 10,268           | 5,067            |
| 2010年（平成22年） | 11,208           | 5,561            |
| 2011年（平成23年） | 11,442           | 5,685            |
| 2012年（平成24年） | 11,626           | 5,822            |
| 2013年（平成25年） | 12,001           | 5,916            |
| 2014年（平成26年） | 12,186           | 6,079            |
| 2015年（平成27年） | 12,506           |                  |
| 2016年（平成28年） | 12,611           |                  |
| 2017年（平成29年） | 12,616           |                  |
| 2018年（平成30年） | 13,016           |                  |
| 2019年（令和元年） | 13,062           |                  |
| 2020年（令和02年） | 10,206           |                  |
| 2021年（令和03年） | 10,961           |                  |
| 2022年（令和04年） | 11,945           |                  |
| 2023年（令和05年） | 12,672           |                  |
| 2024年（令和06年） | 12,967           |                  |

## 駅周辺
周辺は住宅地である。川崎大師（平間寺）は徒歩圏内（約10分）にあり、川崎大師駅からの場合（約5分）より長いものの、初詣などの混雑時には当駅を利用するケースも見られる。
当駅から徒歩2分程の所の国道409号より北側の地域に2005年から2010年にかけて大規模マンションの建設が相次ぎ、整備が進められた。
- 国道409号
- 川崎大師自動車交通安全祈祷殿
- 大師公園
- 川崎区役所大師支所
- 川崎市立東門前小学校
- 川崎市立大師小学校
- 川崎大師郵便局
- 川崎昭和郵便局
- ホームズ (Home's) 川崎大師店
  - 大型複合店としてオーケー、しまむら、西松屋などが出店している。
- コマツ教習所神奈川センター
- FM大師 - 川崎区を放送エリアとするコミュニティ放送局。

### バス路線
国道409号上、徒歩3分ほどのところに「小松製作所前」バス停があり、川崎鶴見臨港バス2系統（快速 浮島橋系統、川01系統）が発着する。なお、川01系統は平日1往復のみ運行。

## その他
- 人間・失格〜たとえばぼくが死んだら（1994年放映のドラマ）- ロケに当駅が使われた。

## 隣の駅
京浜急行電鉄
 大師線
川崎大師駅 (KK23) - 東門前駅 (KK24) - 大師橋駅 (KK25)